# Oxford (condado de Worcester)
Oxford es un lugar designado por el censo ubicado en el condado de Worcester en el estado estadounidense de Massachusetts. En el Censo de 2010 tenía una población de 6.103 habitantes y una densidad poblacional de 638,93 personas por km².

## Geografía
Oxford se encuentra ubicado en las coordenadas 42°6′57″N 71°52′12″O / 42.11583, -71.87000. Según la Oficina del Censo de los Estados Unidos, Oxford tiene una superficie total de 9.55 km², de la cual 8.97 km² corresponden a tierra firme y (6.05%) 0.58 km² es agua.

## Demografía
Según el censo de 2010, había 6.103 personas residiendo en Oxford. La densidad de población era de 638,93 hab./km². De los 6.103 habitantes, Oxford estaba compuesto por el 96.61% blancos, el 0.59% eran afroamericanos, el 0.18% eran amerindios, el 0.79% eran asiáticos, el 0.02% eran isleños del Pacífico, el 0.59% eran de otras razas y el 1.23% pertenecían a dos o más razas. Del total de la población el 2.29% eran hispanos o latinos de cualquier raza.